# Bax Reef
Bax Reef är ett rev på Stora barriärrevet i Australien.  Det ligger cirka 135 km nordost om Mackay i delstaten Queensland.